# Thor Island (Kanada)
Thor Island ist eine unbewohnte Insel der Königin-Elisabeth-Inseln in Nunavut, Kanada. 

## Lage
Die südlich von Ellef Ringnes Island in der Danish Strait liegende Insel ist 16,8 Kilometer lang, 6,6 Kilometer breit und hat eine Fläche von 123 km². Die Insel ist relativ flach und erreicht keine 100 Meter Höhe.
Anfang der 1970er Jahre wurde auf Thor Island Erdgas gefunden.